# Amfiboliet

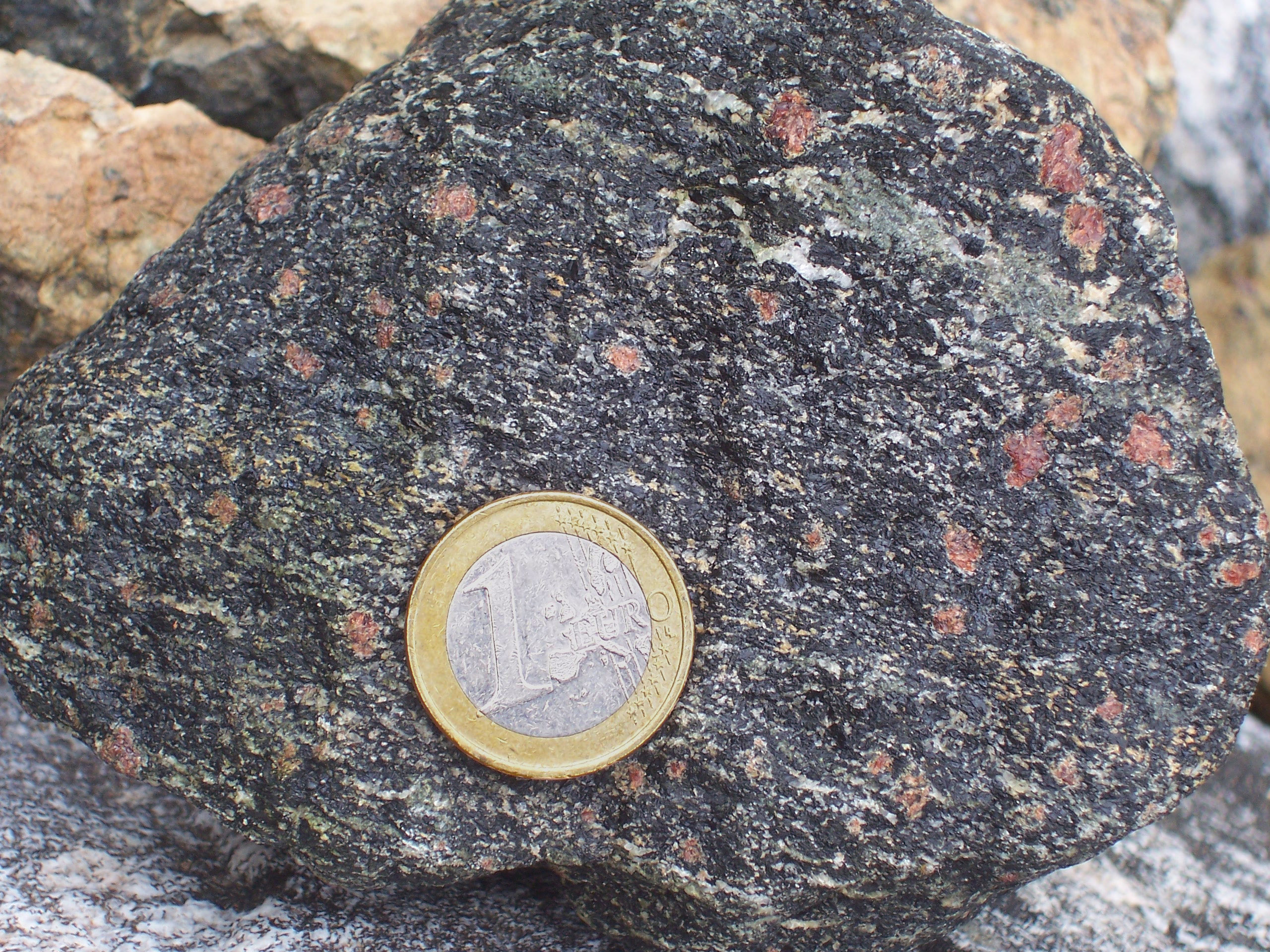
Grofkorrelige (ortho-)amfibolitische gneiss. De donkere mineralen zijn amfibool, de rode granaat en de witte plagioklaas. Gesteente uit de allochtone nappes van de Noorse Caledoniden. Vindplaats: vlak bij Midsund, in de provincie Møre og Romsdal.

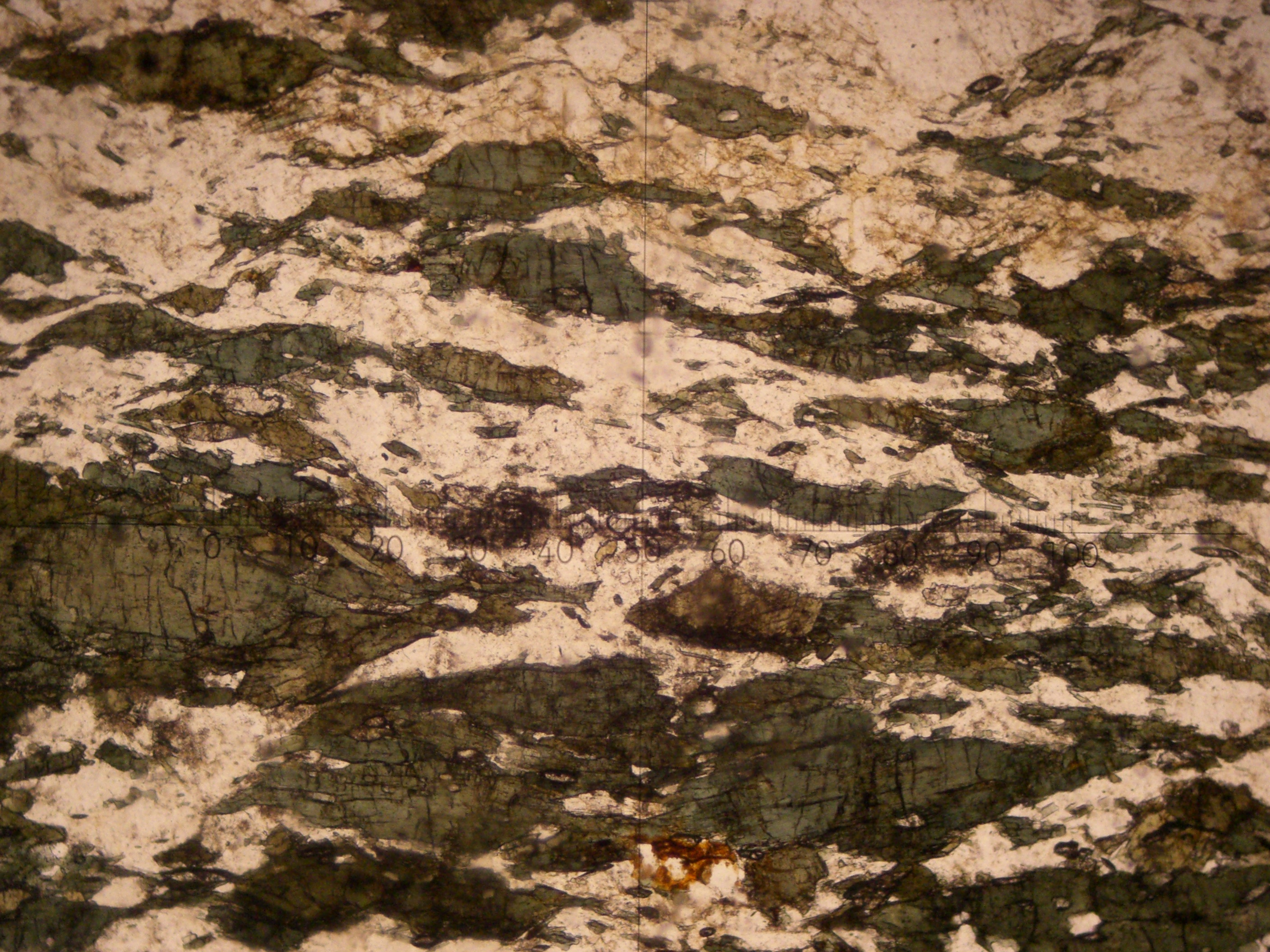
Amfiboliet onder een polarisatiemicroscoop. De grote groengrijze kristallen zijn amfibool.

Amfiboliet (Engels: amphibolite) is een metamorf gesteente dat voor het grootste gedeelte uit amfibolen bestaat (meestal hornblende of actinoliet). De naam geldt voor alle metamorfe gesteenten die merendeels uit amfibool bestaan, maar niet voor stollingsgesteenten met dezelfde samenstelling. Naast amfibool bevatten amfibolieten plagioklaas en soms granaat of kleine hoeveelheden kwarts. Het zijn meestal zeer donkere gesteenten met een grote dichtheid met een licht schisteuze textuur. Bij grove korrelgroottes geven de lichte vlekjes plagioklaas tussen de donkere amfibolen het gesteente een gespikkeld uiterlijk.
Amfibolieten ontstaan in diepere delen van de aardkorst, in het temperatuur-druk-domein dat de amfiboliet-facies genoemd wordt.

## Soorten amfiboliet
Hornblende is mineralogisch gezien een "vuilnisbakje", dat bij brede temperatuur-, drukintervallen stabiel is en ook in gesteenten met uiteenlopende bulk rock composities kan vormen. Amfiboliet heeft daarom niet altijd een gemetamorfoseerd mafisch stollingsgesteente als protoliet. Ook bepaalde sterk "vervuilde" mergels en vulkanische sedimenten kunnen naar een amfibolietsamenstelling metamorfoseren. Gesteenten die dolomiet- of siderietlaagjes bevatten kunnen ook amfibolieten worden (bijvoorbeeld tremoliet- of gruneriethoudende schisten), vooral na een bepaalde mate van contactmetamorfose aan de rand van een granietintrusie.
De in onbruik rakende naam epidioriet wordt soms nog gebruikt voor ortho-amfibolieten met als protoliet dioriet, gabbro of andere mafische intrusieve gesteenten. De clinopyroxeen (augiet) uit de protoliet is in epidioriet omgezet naar de vezelige amfibool uraliet.

### Indeling op protoliet
Is de protoliet een basalt, dan wordt het gesteente ortho-amfiboliet genoemd, bij een andere protoliet (een sedimentair gesteente) spreekt men van een para-amfiboliet.
Ortho-amfibolieten bestaan meestal uit amfibool en albiet (natrium-plagioklaas), met mogelijk kleinere hoeveelheden van de mineralen epidoot, zoisiet, chloriet, kwarts en titaniet. Soms worden leucoxeen, ilmeniet en magnetiet in ortho-amfibolieten gevonden. Omdat veel geologen de termen ortho- en para- door elkaar halen worden ortho-amfiboliet vaak metabasalt genoemd.
Para-amfibolieten hebben over het algemeen dezelfde mineraalsamenstelling als ortho-amfibolieten, maar met meer biotiet en mogelijk meer kwarts, albiet en afhankelijk van de protoliet meer calciet/aragoniet en wollastoniet.
Vaak is de makkelijkste manier om te bepalen of men met een ortho- of para-amfiboliet te doen heeft de positie in het veld van de ambiboliet te onderzoeken. Para-amfibolieten worden vaak in lagen afgewisseld met andere sedimenten, zoals grauwackes en andere slecht gesorteerde sedimenten. Als de amfiboliet de sedimentaire bedding uit de protoliet doorsnijdt kan worden aangenomen dat men met een ortho-amfiboliet te doen heeft, waarvan de protoliet een dike was. Andere vulkanische lichamen zoals sills of dunne laagjes lava zijn moeilijker te herkennen. Vaak krijgt men pas absolute zekerheid wanneer het gesteente onder de microscoop onderzocht wordt.

## Verwante gesteenten
Tremoliet (een magnesiumrijke vorm van amfibool) ontstaat meestal door metamorfose van ultramafische gesteenten. Tremoliet-talk-schisten worden daarom meestal geen amfiboliet genoemd maar ultramafische schist/gneiss.
Uraliet is een gesteente dat ontstaat als pyroxeniet hydrothermaal wordt gemetasomatiseerd. De pyroxeniet-samenstelling van pyroxeen en plagioklaas is veranderd naar actinoliet en saussuriet (albiet + epidoot). Uralieten hebben een karakteristieke textuur waarin de pyroxenen omgezet zijn naar radiaal groeiende (pseudomorfe) actinolieten en de plagioklazen naar saussuriet.
Hornblendiet is een holokristallijn intrusief gesteente dat geheel uit de amfibool hornblende bestaat. Meestal zijn dit kristalcumulaten. Lamprofier is een uit meer dan 90% amfibool bestaand stollingsgesteente met een grondmassa van veldspaat.

## Toepassingen
Amfiboliet werd in Europa in het Neolithicum gebruikt om gereedschappen als bijlkoppen mee te maken in de bandkeramische en Rössenculturen.
Tegenwoordig wordt het veel gebruikt als constructiemateriaal in vloeren en gevels vanwege de hardheid en de als decoratief ervaren textuur en donkere kleur.